# Gregorio Modrego Casaus
Gregorio Modrego Casaus (El Buste, Aragó, 17 de novembre de 1890 - Barcelona, 16 de gener de 1972) va ser un eclesiàstic espanyol, arquebisbe de Barcelona.
Després de cursar estudis al seminari de Tarassona, els prosseguí a la Universitat Gregoriana de Roma. Allà es doctorà en teologia i estudià Dret Canònic. Retornat a la seva diòcesi de Tarassona, de la qual era bisbe Isidre Gomà, fou ordenat sacerdot l'any 1914. Va ser professor del seminari. El bisbe Gomà, el 1930, el nomenà secretari de cambra i de govern d'aquell bisbat.
El 1933 en esdevenir Gomà cardenal i arquebisbe de Toledo el feu secretari canceller. El juny de 1936, un mes abans de la Guerra Civil, va ser nomenat bisbe auxiliar del cardenal Gomà i titular d'Aezani, a Turquia. Col·laborà estretament en la política del cardenal Gomà L'any 1937, com tots els bisbes espanyols a excepció del cardenal Vidal i Barraquer i del bisbe Mateo Mújica Urrestarazu, havia signat la denominada Pastoral de la Cruzada l'objectiu de la qual va ser donar autoritat moral als revoltats.
Finalitzada la guerra civil, el 1940 va ser designat vicari general castrense. Reorganitzà el clergat militar suprimit per la II República i que el componien uns 2.400 capellans militars.També va d'ésser de 1940 a 1942 Comendador General de la Bula de la Santa Cruzada, 
El desembre de 1942 fou preconitzat bisbe de Barcelona. Fou el primer bisbe nomenant en virtut del nou conveni entre la Santa Seu i el govern del general Franco signat l'any anterior. Deu anys més tard, com a distinció, fou promogut pel papa Pius XII com arquebisbe ad personam, i el 1964 arquebisbe sede plena per elevació a arxidiòcesi de la seu barcelonina.
Durant el franquisme va ser durant molts anys Procurador en Corts per designació directa de Franco. Home vinculat al règim, fou un prelat en línia amb el nacionalcatolicisme que en tot moment donà suport a la dictadura. Tot i que sempre mostrà el seu desacord quan entenia que no es respectaven el drets de l'Església com fou el cas de la dura repressió de la manifestació de capellans de 1966.
Durant el seu pontificat dedicà atenció a la reconstrucció dels temples incendiats o malmesos durant guerra. Creà noves parròquies. Fomentà els moviments de laics que poc a poc anaren contestant el nacionalcatolicisme. Posicionament que s'estengué, també, entre el clergat. Fou el gran promotor del XXXV Congrés Eucarístic Internacional de Barcelona. Celebrat pel maig de 1952, el qual entre altres objectius volia aconseguir una projecció positiva del nacionalcatolicisme a nivell internacional.
En resposta a les dificultats socials de la postguerra i de la immigració impulsà obres assistencials i organitzà Càritas. Promogué els habitatges socials del barri del Congrés Eucarístic.
Participà en el Concili Vaticà II on formà part del sector més conservador i s'oposà amb força a temàtiques com la llibertat religiosa.
L'any 1967 li fou acceptada la renúncia per raons d'edat i fou nomenat arquebisbe titular de Monte in Numidia. Tres anys més tard i d'acord amb les noves normes per als bisbes jubilats, fou nomenat arquebisbe emèrit de Barcelona.
El seu pontificat es caracteritzà per la voluntat d’evitar conflictes i per l’atenció a les qüestions socials. Superà amb discreció i prudència les dificultats polítiques entorn de l’oposició clandestina i el catalanisme.

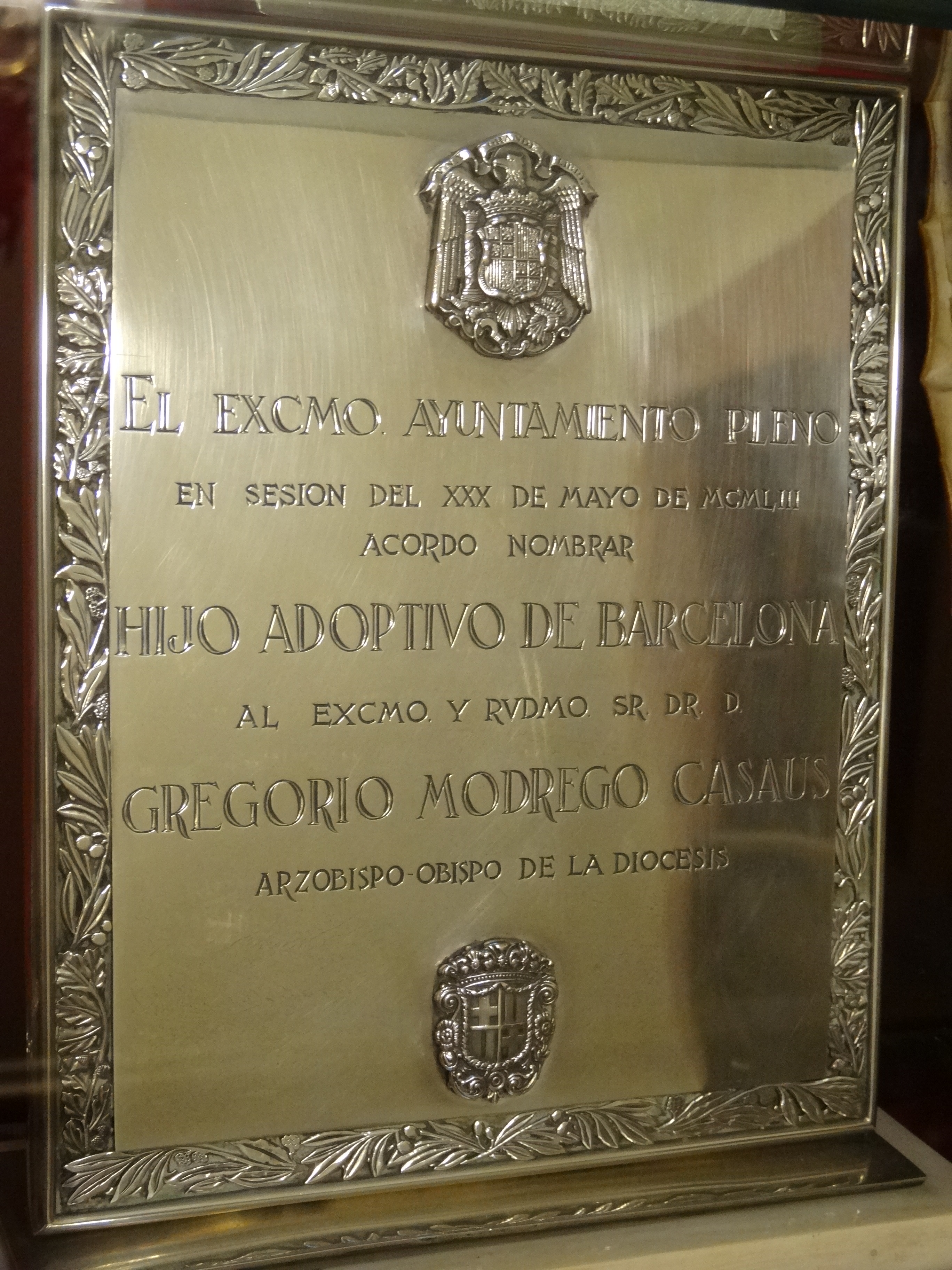
Placa a la Basílica de la Mercè que anomena Gregorio Modrego com a fill adoptiu de Barcelona (1953).